# Hans Fredrik Gude
Pour les articles homonymes, voir Gude.
Hans Fredrik Gude, né le 13 mars 1825 à Christiania et mort le 17 août 1903 à Berlin, est un peintre norvégien, spécialiste de paysages et de scènes marines, qui a été actif dans l'Empire allemand.
Il a eu pour élèves entre autres Walter Leistikow et Morten Müller.

## Biographie
Gude étudie de 1838 à 1841 à l'école royale de dessin de Christiania auprès de Johannes Flintoe, puis en 1841 auprès d'Andreas Achenbach à Düsseldorf. Il entre en 1842 à l'Académie des beaux-arts de Düsseldorf, où il devient l'élève de Johann Wilhelm Schirmer. Après la fin de ses études en 1844, il devient l'assistant de son maître, jusqu'en 1846 où il rentre en Norvège et y voyage avec le peintre Adolph Tidemand. Il séjourne entre 1848 et 1850 à Christiania. Il retourne ensuite à Düsseldorf et il obtient une médaille d'or en 1852 de la part de l'Académie des arts de Berlin.
Il succède en 1854 à Schirmer en tant que professeur de peinture de paysage à l'académie de Düsseldorf. Il démissionne en 1861 et séjourne de 1862 à 1864 dans le Pays de Galles.
Après la mort de Schirmer, Gude est appelé en 1864 à lui succéder à l'Académie des beaux-arts de Carlsruhe dont il prend la direction jusqu'en 1870, puis il y demeure comme professeur, jusqu'en 1880. Son ancien élève Anton von Werner l'appelle ensuite à l'Académie de Berlin pour diriger la classe de peinture de paysage. Gude s'achète une confortable villa au no 51 de la Grabenstraße, où quelque temps plus tard il partage son atelier avec son gendre, le sculpteur Otto Lessing. Gude poursuit sa carrière professorale jusqu'en 1901 et devient membre du sénat de cette académie.
Il meurt en 1903. Il est enterré à Christiania (aujourd'hui Oslo) au cimetière de Notre-Sauveur (Vår Freslers gravlund).

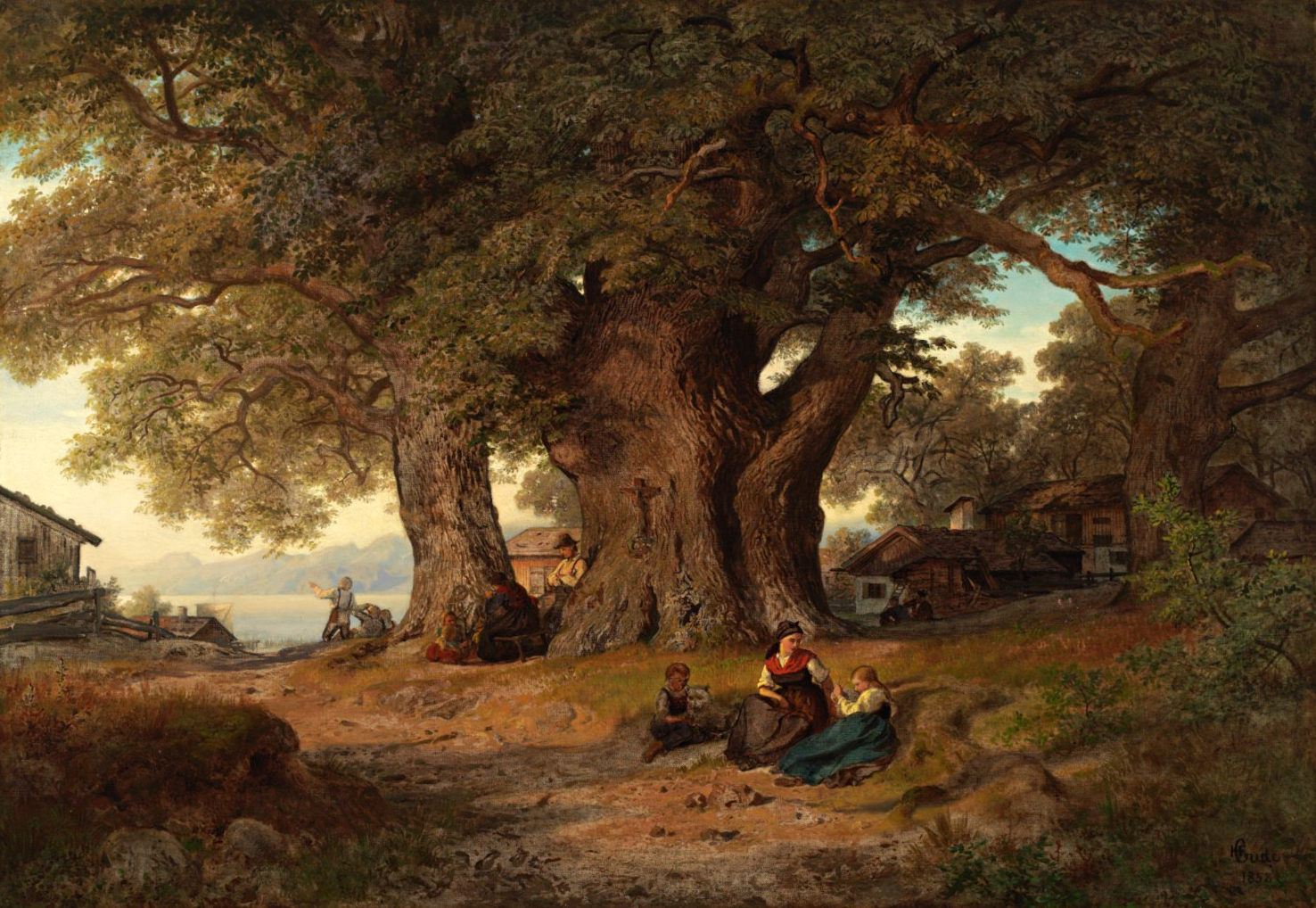
Sous le chêne (1858)
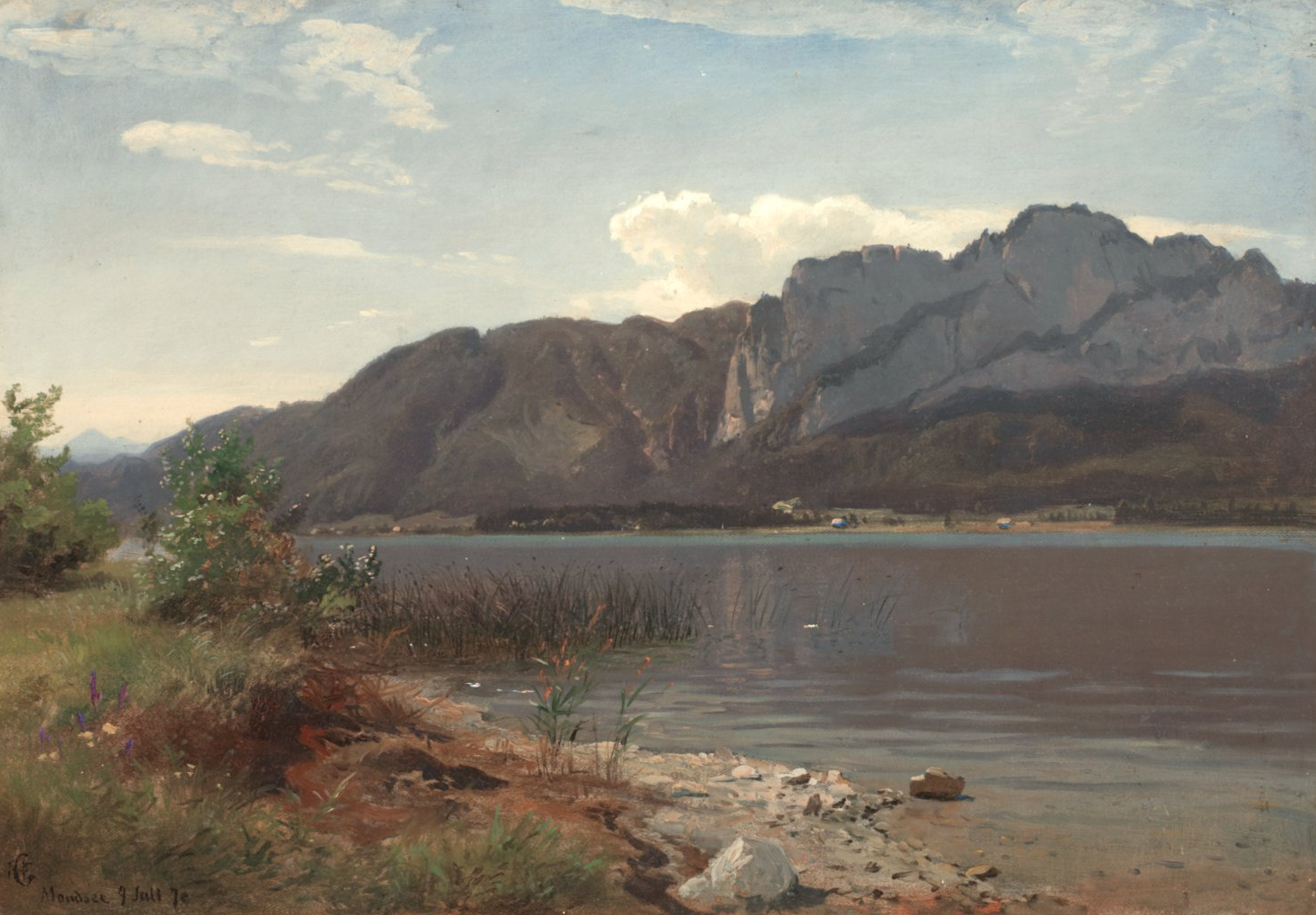
Paysage de Mondsee (1870)
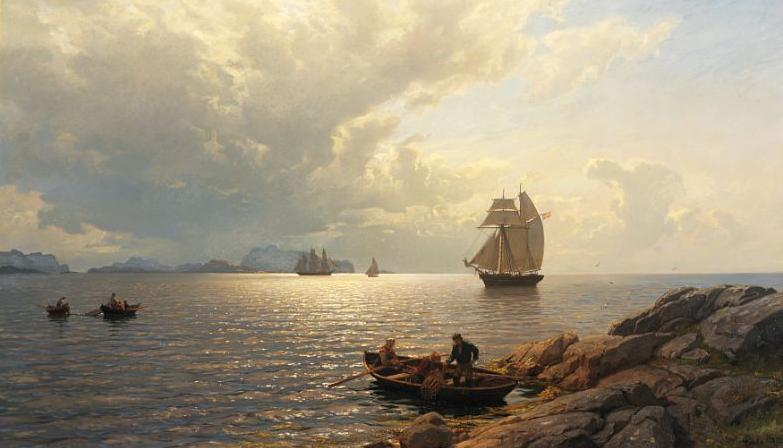
Scène marine dans le fjord de Christiania (1872)
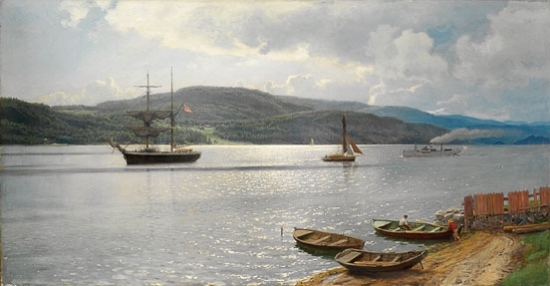
Le fjord de Christiania (1896)